# Maciej Kowalewski
Maciej Kowalewski (n. 30 iulie 1969, Koło, voievodatul Polonia Mare, Polonia) este un actor polonez de teatru, televiziune și film, scenarist și scriitor. Ca actor a evoluat la Teatrul Współczesny din Wrocław, Teatrul Nowy și Teatrul Polski din Varșovia. În anii 2007-2010 a fost directorul Teatrului na Woli din Varșovia.

## Filmografie

### Filme cinematografice
- Mała wielka miłość, (2008)
- Spadek, (2005)
- Pianista, (2002)
- Gunblast Vodka, (1998)
- Lista Schindlera, (1993)

### TV seriale
- Głęboka woda, (2011–2013)
- Odwróceni, (2007)
- Sąsiedzi, (2006)
- Magda M., (2006)
- Kasia i Tomek, (2003)
- Klan, (2001)
- Plebania, 2001)
- 13 posterunek 2, (2000)
- Lokatorzy, (1999-2003)
- 13 posterunek, (1998)
- Klan, (1997)